# موتور

پویانمایی موتور چهارزمانه

موتور یا پیشرانه (به انگلیسی: Engine, Motor)، دستگاهی است که انرژی شیمیایی سوخت را به انرژی گرمایی و سپس به کار مکانیکی تبدیل می‌کند و برای راه‌اندازی وسایل نقلیه، دستگاه‌های دیگر یا تولید برق، استفاده می‌شود.

## توضیحات اولیه
انواع اصلی موتورها عبارتند از:
1. موتور بخار
2. موتور بنزینی
3. موتور دیزل
4. موتور الکتریکی
5. موتور جت (موتور موشک)

در هر یک از این موتورها انرژی از سوخت هایی چون زغال‌سنگ، بنزین و گازوئیل به‌دست می‌آید. همه موتورها، موتورهای درون‌سوز هستند. به این معنا که سوخت درون موتور می‌سوزد. موتور بخار، تنها موتور برون سوز است.

## نخستین موتورهای بخار
در قرن هجدهم میلادی، بیشتر نیروی صنایع مربوط به انقلاب صنعتی، از موتورهای بخار به‌دست می‌آمد. در سال ۱۷۱۲، یک انگلیسی بنام توماس نیو کامن، نخستین موتور بخار کار آمد را برای تلمبه زدن آب به بیرون از معادن زغال‌سنگ را اختراع کرد. در سال ۱۷۶۵، یک مهندس اسکاتلندی بنام جیمز وات، موتور بخار نیوکامن را کاملتر کرد و دستگاهی با کارایی بیشتر ساخت. چیزی نگذشت که موتورهای بخار را برای فراهم آوردن نیروی ماشین آلات کارخانه‌ها بکار گرفتند. پس از آن نیز برای لوکوموتیوها، از جمله لوکوموتیو راکت، استفاده کردند. این لوکوموتیو را جورج استیونسون، مهندس انگلیسی، در سال ۱۸۲۹ میلادی ساخت.

## موتور از دیدگاه علم برق
در دنیای برق موتور وسیله‌ای است که انرژی الکتریکی را به انرژی مکانیکی دورانی تبدیل می‌کند. با توجه به نوع انرژی الکتریکی مورد استفاده در موتور، موتورها به دسته‌های:

1. موتورهای AC یا جریان متناوب
2. موتورهای DC یا جریان مستقیم

تقسیم‌بندی می‌شوند که البته هر کدام از این دو نوع، خود به دسته‌های جزئی تری تقسیم‌بندی می‌شوند.
تمام موتورهای الکتریکی از ۲ قسمت کلی استاتور و روتور تشکیل شده‌اند.